# Ronde van Polen 2000
De Ronde van Polen 2000 (Pools: Wyścig Dookoła Polski 2000) werd verreden van maandag 4 september tot en met zondag 10 september in Polen. Het was de 57ste editie van de rittenkoers, die in 2005 deel ging uitmaken van de UCI Europe Tour (categorie 2.1). De ronde telde zeven etappes, en werd afgesloten met een individuele tijdrit over 23 kilometer. Titelverdediger was de Pool Tomasz Brożyna.

## Startlijst
Deutsche Telekom
- 1.  Erik Zabel
- 2.  Jens Heppner
- 3.  Jörg Jaksche
- 4.  Stephan Schreck
- 5.  Andrej Mizoerov
- 6.  Jan Schaffrath
- 7.  Gerhard Trampusch
- 8.  Steffen Wesemann

Farm Frites
- 9.  Sergej Ivanov
- 10.  Andreas Klier
- 11.  Servais Knaven
- 12.  Michel Lafis
- 13.  Robbie McEwen
- 14.  Koos Moerenhout
- 15.  Peter Van Petegem
- 16.  Jurgen de Jong

Lotto Adecco  Ag2R Prévoyance
- 17.  Andrei Tchmil
- 18.  Jacky Durand
- 19.  Serge Baguet
- 20.  Mario Aerts
- 21.  Kurt Van De Wouwer
- 22.  Kurt Van Lancker
- 23.  Rik Verbrugghe
- 24.  Sebastien Demarbaix

Ag2R Prévoyance
- 25.  Jaan Kirsipuu
- 26.  Lauri Aus
- 27.  Stéphane Barthe
- 28.  Aleksandr Botsjarov
- 29.  Pascal Chanteur
- 30.  Artūras Kasputis
- 31.  Andrej Kivilev
- 32.  Innar Mändoja

US Postal Service
- 33.  Jamie Burrow
- 34.  Levi Leipheimer
- 35.  Vjatsjeslav Jekimov
- 36.  Tyler Hamilton
- 37.  George Hincapie
- 38.  Antonio Cruz
- 39.  Kevin Livingston
- 40.  Tom Boonen

Festina Watches
- 41.  Christophe Moreau
- 42.  Stéphane Augé
- 43.  Pascal Lino
- 44.  Andy Flickinger
- 45.  Michel Klinger
- 46.  Nicolas Reynaud
- 47.  Laurent Madouas
- 48.  Sascha Henrix

La Française des Jeux
- 49.  Christophe Mengin
- 50.  Stephane Heulot
- 51.  Nicolas Fritsch
- 52.  Grzegorz Gwiazdowski
- 53.  Emmanuel Magnien
- 54.  Daniel Schnider
- 55.  Cyril Saugrain
- 56.  Xavier Jan

Lampre Daikin
- 57.  Zbigniew Spruch
- 58.  Raivis Belohvoščiks
- 59.  Rubens Bertogliati
- 60.  Matteo Algeri
- 61.  Marco Cannone
- 62.  Robert Hunter
- 63.  Marco Pinotti
- 64.  Luciano Pagliarini

Kelme Costablanca
- 65.  José Javier Gómez
- 66.  Ángel Vicioso
- 67.  Aitor González Jiménez
- 68.  Joaquim Castelblanco
- 69.  Javier P. Rodríguez
- 70.  Miguel Ángel Betancor
- 71.  Ricardo Ochoa
- 72.  Juan José de los Angeles

Mróz Supradyn Witaminy
- 73.  Piotr Wadecki
- 74.  Jacek Mickiewicz
- 75.  Piotr Chmielewski
- 76.  Arkadiusz Wojtas
- 77.  Remigius Lupeikis
- 78.  Dariusz Wojciechowski
- 79.  Paweł Niedźwiecki
- 80.  Kazimierz Stafiej

Cantina Tollo
- 81.  Cristian Gasperoni
- 82.  Marco Antonio Di Renzo
- 83.  Alessandro Baronti
- 84.  Massimo Giunti
- 85.  Andrea Tonti
- 86.  Gianpaolo Mondini
- 87.  Giusvan Piovaccari
- 88.  Emanuele Negrini

Gerolsteiner
- 89.  Rene Haselbacher
- 90.  Thomas Mühlbacher
- 91.  Volker Ordowski
- 92.  Michael Rich
- 93.  Torsten Schmidt
- 94.  Svein Gaute Hølestøl
- 95.  Sven Teutenberg
- 96.  Andreas Walzer

Alessio
- 97.  Felice Puttini
- 98.  Davide Casarotto
- 99.  Flavio Zandarin
- 100.  Angelo Furlan
- 101.  Rodolfo Ongarato
- 102.  Aleksandar Nikačević
- 103.  Massimo Strazzer
- 104.  Alberto Vinale

Alexia Alluminio
- 105.  Nicola Minali
- 106.  Stefano Della Santa
- 107.  Oscar Cavagnis
- 108.  Dario Andriotto
- 109.  Giacomo Battistel
- 110.  Alessandro Romio
- 111.  Eddy Serri
- 112.  Maurizio Semprini

Atlas Lukullus Ambra
- 113.  Wojciech Pawlak
- 114.  Robert Radosz
- 115.  Jaroslaw Ryszewski
- 116.  Fabio Testi
- 117.  Marek Maciejewski
- 118.  Marcin Sapa
- 119.  Przemyslaw Mikolajczyk
- 120.  Simone Zucchi

MAT Ceresit CCC
- 121.  Piotr Przydział
- 122.  Cezary Zamana
- 123.  Zbigniew Piątek
- 124.  Marcin Gębka
- 125.  Sławomir Chrzanowski
- 126.  Tomasz Kłoczko
- 127.  Luca Belluomini
- 128.  Dainis Ozols

Servisco
- 129.  Marek Kaminski
- 130.  Mariusz Kaminski
- 131.  Grzegorz Rosoliński
- 132.  Zbigniew Wyrzykowski
- 133.  Adam Wadecki
- 134.  Krzysztof Krzywy
- 135.  Pawel Szaniawski
- 136.  Artur Adamczyk

Legia Warta Bazyliszek
- 137.  Jarosław Rębiewski
- 138.  Dariusz Kapidura
- 139.  Krzysztof Zasada
- 140.  Marek Blazej
- 141.  Hubert Nowak
- 142.  Jaroslaw Welniak
- 143.  Marcin Lewandowski
- 144.  Robert Koj

## Etappe-uitslagen

### 1e etappe
| Braniewo – Elbląg (183 km) |               |                      |          |
| Plaats                     | Naam          | Ploeg                | Tijd     |
| Winnaar                    | Piotr Wadecki | Mróz                 | 4u08'33" |
| 2                          | Robert Radosz | Atlas Lukullus Ambra | +00' 07" |
| 3                          | Cezary Zamana | Mat Ceresit CCC      | +00' 08" |

### 2e etappe
| Malbork – Toruń (171,5 km) |                 |                      |          |
| Plaats                     | Naam            | Ploeg                | Tijd     |
| Winnaar                    | Jaan Kirsipuu   | Ag2r Prévoyance      | 3u47'14" |
| 2                          | Simone Zucchi   | Atlas Lukullus Ambra | z.t.     |
| 3                          | Sven Teutenberg | Team Gerolsteiner    | z.t.     |

### 3e etappe
| Inowroclaw – Kalisz (192,5 km) |                          |                 |          |
| Plaats                         | Naam                     | Ploeg           | Tijd     |
| Winnaar                        | Jaan Kirsipuu            | Ag2r Prévoyance | 4u35'08" |
| 2                              | Miguel Martín Perdiguero | Servisco Mix    | z.t.     |
| 3                              | Sergei Ivanov            | Farm Frites     | z.t.     |

### 4e etappe
| Ostrów Wielkopolski – Jelenia Góra (240 km) |                 |                 |          |
| Plaats                                      | Naam            | Ploeg           | Tijd     |
| Winnaar                                     | Jaan Kirsipuu   | Ag2r Prévoyance | 5u36'32" |
| 2                                           | Zbigniew Spruch | Lampre-Daikin   | z.t.     |
| 3                                           | Andrei Tchmil   | Lotto-Adecco    | z.t.     |

### 5e etappe
| Szczawno-Zdrój – Walbrzych (188 km) |                          |               |          |
| Plaats                              | Naam                     | Ploeg         | Tijd     |
| Winnaar                             | Marco Pinotti            | Lampre-Daikin | 4u36'10" |
| 2                                   | Miguel Martín Perdiguero | Servisco Mix  | +00' 18" |
| 3                                   | Serge Baguet             | Lotto-Adecco  | z.t.     |

### 6e etappe
| Szklarska Poreba – Karpacz (173 km) |                          |                 |          |
| Plaats                              | Naam                     | Ploeg           | Tijd     |
| Winnaar                             | Sergei Ivanov            | Farm Frites     | 4u23'20" |
| 2                                   | Piotr Przydział          | Mat Ceresit CCC | +00' 25" |
| 3                                   | Miguel Martín Perdiguero | Servisco Mix    | +00' 41" |

### 7e etappe
| Piechowice – Karpacz (individuele tijdrit over 23 km) |                        |                    |          |
| Plaats                                                | Naam                   | Ploeg              | Tijd     |
| Winnaar                                               | Sergei Ivanov          | Farm Frites        | 0u35'02" |
| 2                                                     | Vjatsjeslav Jekimov    | US Postal Service  | +00' 03" |
| 3                                                     | Aitor González Jiménez | Kelme-Costa Blanca | +00' 40" |

## Eindklassementen
| Plaats    | Naam                   | Ploeg              | Tijd      |
| --------- | ---------------------- | ------------------ | --------- |
| Gele trui | Piotr Przydział        | Mat Ceresit CCC    | 27u44'37" |
| 2         | Piotr Wadecki          | Mróz               | +00' 07"  |
| 3         | Sergei Ivanov          | Farm Frites        | +01' 26"  |
| 4         | Vjatsjeslav Jekimov    | US Postal Service  | +02' 04"  |
| 5         | Miguel Perdiguero      | Servisco Mix       | +02' 08"  |
| 6         | Aitor González Jiménez | Kelme-Costa Blanca | +03' 29"  |
| 7         | Kurt Van De Wouwer     | Lotto-Adecco       | +03' 43"  |
| 8         | Dario Andriotto        | Alexia Alluminio   | +03' 54"  |
| 9         | Cezary Zamana          | Mat Ceresit CCC    | +04' 29"  |
| 10        | Radosław Romanik       | Mat Ceresit CCC    | +04' 30"  |

| Plaats     | Naam                     | Ploeg                | Punten |
| ---------- | ------------------------ | -------------------- | ------ |
| Witte trui | Sergei Ivanov            | Farm Frites          | 114    |
| 2          | Miguel Martín Perdiguero | Servisco Mix         | 88     |
| 3          | Simone Zucchi            | Atlas Lukullus Ambra | 57     |

| Plaats      | Naam                | Ploeg           | Punten |
| ----------- | ------------------- | --------------- | ------ |
| Groene trui | Luca Belluomini     | Mat Ceresit CCC | 31     |
| 2           | Massimo Giunti      | Cantina Tollo   | 24     |
| 3           | Sebastien Demarbaix | Lotto-Adecco    | 19     |

| Plaats    | Naam            | Ploeg           | Punten |
| --------- | --------------- | --------------- | ------ |
| Rode trui | Marcin Gębka    | Mat Ceresit CCC | 15     |
| 2         | Piotr Wadecki   | Mróz            | 6      |
| 3         | Piotr Przydział | Mat Ceresit CCC | 5      |

| Plaats | Ploeg                 | Tijd      |
| ------ | --------------------- | --------- |
|        | Mat Ceresit CCC       | 11u22'50" |
| 2      | La Française des Jeux | +07' 35"  |
| 3      | Cantina Tollo         | +08' 26"  |

## Uitvallers

### 3e etappe
- Tyler Hamilton (US Postal Service/Saturn)
- Matteo Algeri (Lampre Daikin)
- Aleksandar Nikačević (Alessio)

### 4e etappe
- Paweł Niedźwiecki (Mróz Supradyn Witaminy)
- Jens Heppner (Team Deutsche Telekom)
- Steffen Wesemann (Team Deutsche Telekom)
- Svein Gaute Hølestøl (Gerolsteiner)

### 5e etappe
- Andreas Klier (Farm Frites)
- Servais Knaven (Farm Frites)
- Bram Schmitz (Farm Frites)
- Jacky Durand (Lotto Adecco)
- Jaan Kirsipuu (Ag2R Prevoyance)
- Stephane Barthe (Ag2R Prevoyance)
- Artūras Kasputis (Ag2R Prevoyance)
- Jamie Burrow (US Postal Service/Saturn)
- Tom Boonen (US Postal Service/Saturn)
- Stéphane Augé (FraFestina Watches)
- Nicolas Reynaud (Festina Watches)
- Regis Lhuillier (La Française des Jeux)
- Raivis Belohvoščiks (Lampre Daikin)
- Luciano Pagliarini (Lampre Daikin)
- Javier Pascual Rodriguez (Kelme Costablanca)
- Volker Ordowski (Gerolsteiner)
- Michael Rich (Gerolsteiner)
- Torsten Schmidt (Gerolsteiner)
- Angelo Furlan (Alessio)

### 6e etappe
- Jörg Jaksche (Team Deutsche Telekom)
- Stephan Schreck (Team Deutsche Telekom)
- Andrej Mizoerov (Team Deutsche Telekom)
- Robbie McEwen (Farm Frites)
- Koos Moerenhout (Farm Frites)
- Nico Ruyloft (Farm Frites)
- Mario Aerts (Lotto Adecco)
- Rik Verbrugghe (Lotto Adecco)
- Julien Thollet (Ag2R Prevoyance)
- Pascal Chanteur (Ag2R Prevoyance)
- Innar Mändoja (Ag2R Prevoyance)
- Christophe Moreau (Festina Watches)
- Pascal Lino (Festina Watches)
- Grzegorz Gwiazdowski (La Française des Jeux)
- Emmanuel Magnien (La Française des Jeux)
- Cyril Saugrain (La Française des Jeux)
- Rubens Bertogliati (Lampre Daikin)
- Marco Cannone (Lampre Daikin)
- Robert Hunter (Lampre Daikin)
- Ángel Vicioso (Kelme Costablanca)
- Juan José de los Angeles (Kelme Costablanca)
- Jacek Mickiewicz (Mróz Supradyn Witaminy)
- Dariusz Skoczylas (Mróz Supradyn Witaminy)
- Paweł Niedźwiecki (Mróz Supradyn Witaminy)
- Marco Anton Di Renzo (Cantina Tollo)
- Sven Teutenberg (Gerolsteiner)
- Davide Casarotto (Alessio)
- Rodolfo Ongarato (Ita) Alessio)
- Massimo Strazzer (Ita) Alessio)
- Alberto Vinale (Ita) Alessio)
- Nicola Minali (Ita) Alexia Alluminio)
- Stefano Della Santa (Ita) Alexia Alluminio)
- Giacomo Battistel (Ita) Alexia Alluminio)
- Eddy Serdi (Ita) Alexia Alluminio)
- Juan Carlos Dominguez (Spa) Servisco Mix)
- Grzegorz Rosoliński (Pol) Servisco Mix)
- Krzysztof Krzywy (Pol) Servisco Mix)
- Iban Sastre (Festina Watches)[1]

Mannen: 1928 · 
1929 · 
1930-1932 · 
1933 · 
1934-1936 · 
1937 · 
1938 · 
1939 · 
1940-1946 · 
1947 · 
1948 · 
1949 · 
1950-1951 · 
1952 · 
1953 · 
1954 · 
1955 · 
1956 · 
1957 · 
1958 · 
1959 · 
1960 · 
1961 · 
1962 · 
1963 · 
1964 · 
1965 · 
1966 · 
1967 · 
1968 · 
1969 · 
1970 · 
1971 · 
1972 · 
1973 · 
1974 · 
1975 · 
1976 · 
1977 · 
1978 · 
1979 · 
1980 · 
1981 · 
1982 · 
1983 · 
1984 · 
1985 · 
1986 · 
1987 · 
1988 · 
1989 · 
1990 · 
1991 · 
1992 · 
1993 · 
1994 · 
1995 · 
1996 · 
1997 · 
1998 · 
1999 · 
2000 · 
2001 · 
2002 · 
2003 · 
2004 · 
2005 · 
2006 · 
2007 · 
2008 · 
2009 ·
2010 ·
2011 ·
2012 ·
2013 ·
2014 ·
2015 ·
2016 ·
2017 ·
2018 ·
2019 ·
2020 · 2021 · 2022 · 2023 · 2024
Vrouwen: 1998 · 1999 · 2000 · 2001 · 2002 · 2003 · 2004 · 2005 · 2006 · 2007 · 2008 · 2009-2015 · 2016 · 2017-2023 · 2024 · 2025